# Tropaeolum hayneanum
Tropaeolum hayneanum là một loài thực vật có hoa trong họ Tropaeolaceae. Loài này được Bernh. miêu tả khoa học đầu tiên năm 1843.